# Coral
|  | Per a altres significats vegeu Cor (música) i Corall. |

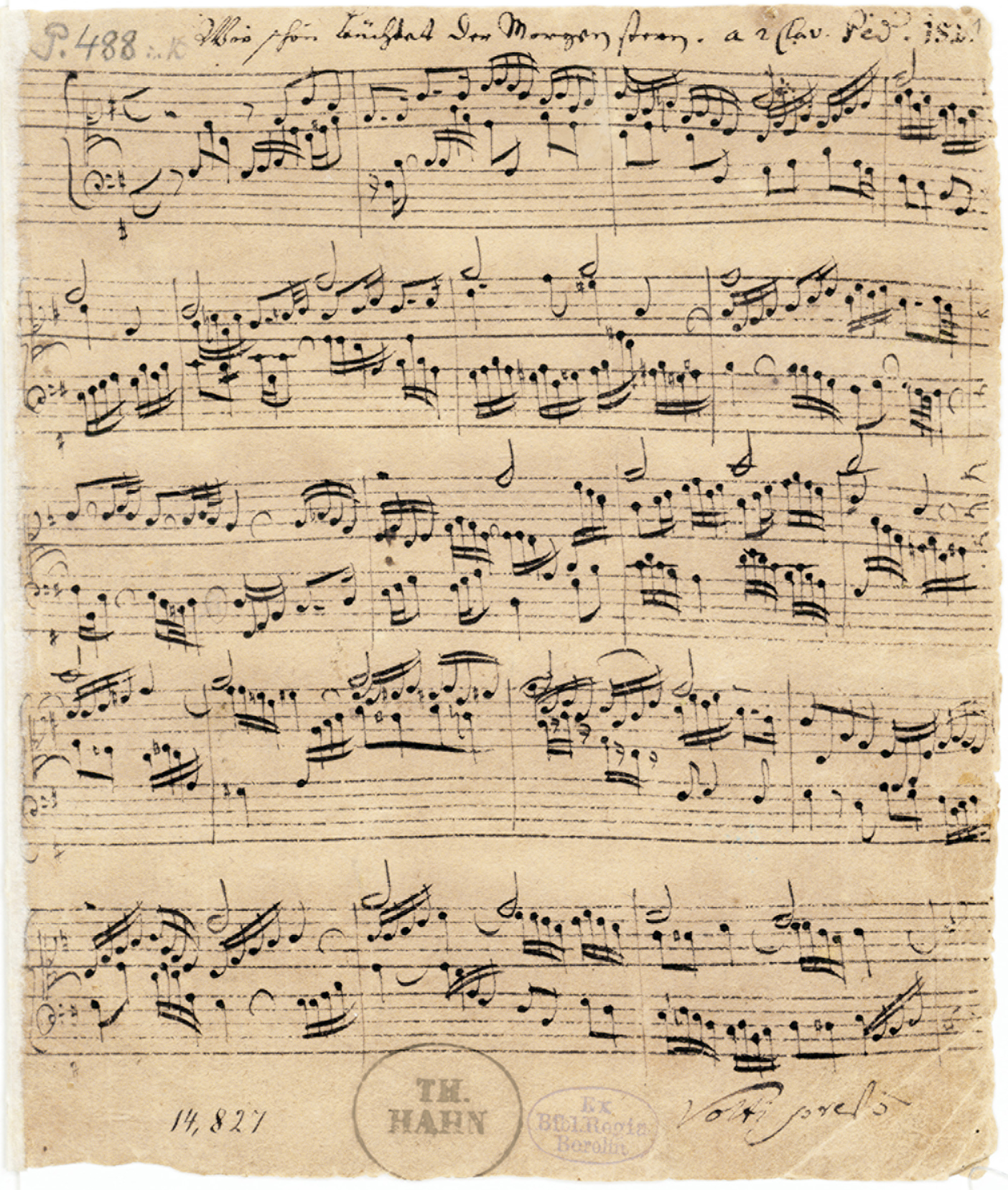
Manuscrit de J.S. Bach del preludi coral "Wie schön leuchtet" BWV 739

Un coral és una composició musical religiosa destinada a ésser cantada per un cor. Originalment s'anomenaven així els himnes de l'església luterana cantats per tota la congregació. En l'actualitat, aquest terme també inclou les harmonitzacions o arranjaments d'aquests himnes.
La gran majoria de corals tenen melodies fàcils i cantables per a poder ser interpretades per tota la congregació. Estan estructurats en estrofes formades per versos que rimen entre ells. L'estrofa més sovint utilitzada segueix el patró AAB que es coneix com la forma Bar alemanya. Cada vers del coral, junt amb la seva melodia rep el nom de verset, el final del qual és indicat amb un calderó.
Va ser el mateix Martí Luter el que es va trobar amb la necessitat de crear un nou tipus de cant que s'adaptés a les característiques del culte reformat de tal manera que fos en la llengua del poble, o sigui en alemany, i cantable per tota la congregació. Aquestes són doncs les característiques que el coral havia de tenir per tal d'afavorir la participació de tota l'assemblea. Per això ell mateix va compondre algunes melodies corals i per a altres va utilitzar melodies populars de l'època, fins i tot algunes extretes del repertori gregorià però adaptades a les particularitats de la llengua alemanya. Un exemple famós és el coral Christ lag in Todesbanden, basat en la seqüència de Pasqua Victimae Paschali Laudes.
En un principi els corals eren monòdics però ja el 1524 Johann Walter va publicar un llibre de corals a quatre o cinc veus. Aquesta pràctica es va generalitzar i en poc temps la majoria de corals es cantaven en la versió polifònica.

## Coral a l'època de Bach
El repertori del coral germànic es va completar a l'època de Bach. Ell mateix en va compondre una trentena, però va fer més de quatre cents harmonitzacions de melodies corals ja existents, per a incorporar-los a les seves composicions per la litúrgia, com ara les passions i el coral final de les cantates. Aquestes versions s'han convertit en el repertori bàsic de l'església luterana que s'ha mantingut fins als nostres dies.
 Coral de la Cantata 140 J.S. Bach (?·pàg.)

## Preludi coral
Les melodies dels corals també han entrat a la música instrumental, especialment en els preludis corals, escrits habitualment per a orgue i que s'interpreten just abans que l'assemblea entoni el coral. Un preludi coral inclou la melodia original acompanyada d'altres veus de manera contrapuntística. Dietrich Buxtehude, a qui Bach admirava com un mestre, va ser un dels primers compositors a compondre preludis corals. Molts dels preludis corals que va compondre J.S. Bach són els exemples més coneguts d'aquesta forma, que va ser continuada per Felix Mendelssohn, Johannes Brahms i Max Reger. A França el principal compositor d'aquesta forma fou César Franck i ja en el segle xx destaca l'organista i compositor Marcel Dupré.
Els corals han estat la base de molts i diversos tractaments musicals, la majoria en la música barroca alemanya, però també en èpoques posteriors i en altres països. Un bon exemple d'aquesta expansió el podem trobar en els motets, les misses i fins i tot les simfonies d'Anton Bruckner.